# 阿尔弗雷德·卡武津斯基
阿尔弗雷德·卡武津斯基（波蘭語：Alfred Kałuziński，1952年12月21日—1997年9月4日），波兰男子手球运动员。他曾代表波兰参加1976年和1980年夏季奥林匹克运动会手球比赛，其中1976年奥运会获得一枚铜牌。